# Geōrgios Simos
Geōrgios Simos (in greco Γεώργιος Σίμος?; Giannina, 29 marzo 1978) è un allenatore di calcio ed ex calciatore greco, di ruolo difensore.

## Palmarès

### Giocatore

#### Competizioni nazionali
- Gamma Ethniki: 1

Kallithea: 2009-2010 (gruppo 1)